# Корнешов, Лев Константинович
Лев Константинович Корнешов (литературный псевдоним Лев Константинов) (17 марта 1934, село Мечебилово, Петровский (ныне Барвенковский район), Харьковская область — 1 марта 2005, Москва) — русский советский писатель, публицист и сценарист. Главный редактор газеты «Комсомольская правда» с 1973 по 1978 год. Член ряда творческих объединений: Союза журналистов СССР, Союза писателей СССР, Союза кинематографистов СССР.

## Биография
После окончания факультета международных отношений Киевского университета (1956) работал инструктором, зав. лекторской группой, секретарем Кировоградского обкома ВЛКСМ, инструктором ЦК ВЛКСМ, заместителем завкафедрой комсомольской и пионерской работы Центральной комсомольской школы при ЦК ВЛКСМ.
Затем на журналистской работе: ответственный редактор журнала «Юный натуралист», заместитель главного редактора журнала «Молодой коммунист». Был помощником первого секретаря ЦК ВЛКСМ, после чего направлен в газету «Комсомольская правда» (главный редактор в 1973—1978). Затем долгое время работал заместителем главного редактора газеты «Известия» (1970—1990).
В период «перестройки» работал политическим обозревателем «Российской газеты» и одновременно главным редактором еженедельника «Эмиграция», редактором-организатором издательства «Воскресенье» (1995—2000).
Похоронен в Москве на Алексеевском кладбище.

## Сочинения
Автор ряда книг:
- «Командировка»
- «Пора счастливых дебютов»
- трилогия о борьбе советских чекистов с бандеровцами («Схватка с ненавистью», «Встречный бой» и «Удар мечом»)
- «Зона риска» (спектакль по этой повести назывался «Обернитесь в беге», стихи для пьесы — Надежда Мирошниченко, композитор и исполнитель — Михаил Муромов)
- «Погоня за призраком»
- «Газета»
- «Проводы на тот свет»
- «Пуля для бизнес-леди»

Автор-составитель двухтомника «Чекисты»; автор сценариев трёх художественных фильмов («Провал операции «Большая Медведица»», «Легенда о бессмертии», «Штормовое предупреждение»).
Спектакль по пьесе «Обернись в беге» (в соавторстве с М. Мирошниченко) шёл на сцене Нового драматического театра в Москве.